# Oberöwisheim
Oberöwisheim (südfränkisch: Owwaroise) ist ein Stadtteil von Kraichtal im Landkreis Karlsruhe im nordwestlichen Baden-Württemberg.

## Geographie
Oberöwisheim liegt in der Hügellandschaft des Kraichgaus. Die Gemarkungsfläche beträgt 942 ha.

## Geschichte
771 erstmals als Auwinsheim erwähnt, wurde der Ort 1277 von Unteröwisheim unterschieden. Große Besitzungen hatte das Kloster Weißenburg, das diese jedoch im Jahr 985 durch den sogenannten „Salischen Kirchenraub“ an die Salier verlor. Die Ortsherrschaft lag bei den Kraichgaugrafen. Ab 1260 sind die Grafen von Eberstein-Zweibrücken als Lehnsherren nachweisbar. Ihr Nachfolger in der Ortsherrschaft war der nach Oberöwisheim benannte Zweig der Herren von Helmstatt. Ein Drittel des Ortes war ab 1443 pfälzisches Lehen, zwei Drittel des Ortes kam später an das Hochstift Speyer, war jedoch in einer komplizierten Ganerbenschaft (u. a. mit Frankenstein, Balzhofen, Massenbach, Sternenfels, Schaffelitzky und Berg). Die Helmstatt und Sternenfels wiesen den örtlichen Juden nach 1620 ein unfruchtbares Hanggelände als Friedhof zu. Die Lehnsrechte am Ort wurden vom Bistum Speyer ab 1732 allmählich aufgekauft. 1748 wurde die pfälzische Lehnshoheit im Tausch mit Diedelsheim abgelöst. 1753 verzichteten die Helmstatt auf ihren Anteil gegen Abrundung ihres Besitzes in Hochhausen. Die Schatzung verblieb aber nur zur Hälfte weiterhin der Reichsritterschaft im Kraichgau.
Bei der Reformation konnte keiner der Ortsherren sein Bekenntnis voll durchsetzen, weshalb seither beide Konfessionen am Ort vertreten sind. Die Kirche wurde daher spätestens nach dem Dreißigjährigen Krieg simultan genutzt. 1803 kam Oberöwisheim an Baden und gehörte zunächst zum Amt Odenheim, ab 1807 zum Oberamt Gochsheim und wurde 1810 dem zweiten Landamt Bruchsal zugeordnet. Ab 1819 gehörte Oberöwisheim zum Oberamt bzw. Bezirksamt Bruchsal. 1876 baute die katholische Gemeinde eine eigene Kirche und überließ die alte Dorfkirche ganz der evangelischen Gemeinde Oberöwisheim.
Am 1. September 1971 vereinigte sich Oberöwisheim mit den Städten Gochsheim und Unteröwisheim sowie mit den Gemeinden Bahnbrücken, Landshausen, Menzingen, Münzesheim, Neuenbürg und Oberacker zur neuen Stadt Kraichtal.
2005 hatte Oberöwisheim 2004 Einwohner. Die Einwohnerzahl stieg auf 2031 im Jahr 2014 und auf 2114 im Jahr 2024.

## Wappen
|  | Blasonierung: „Das ehemalige Wappen von Oberöwisheim zeigt in Silber an grünem Stiel mit zwei grünen Blättern eine grüne Weintraube.“ |
|  | |

## Bildergalerie

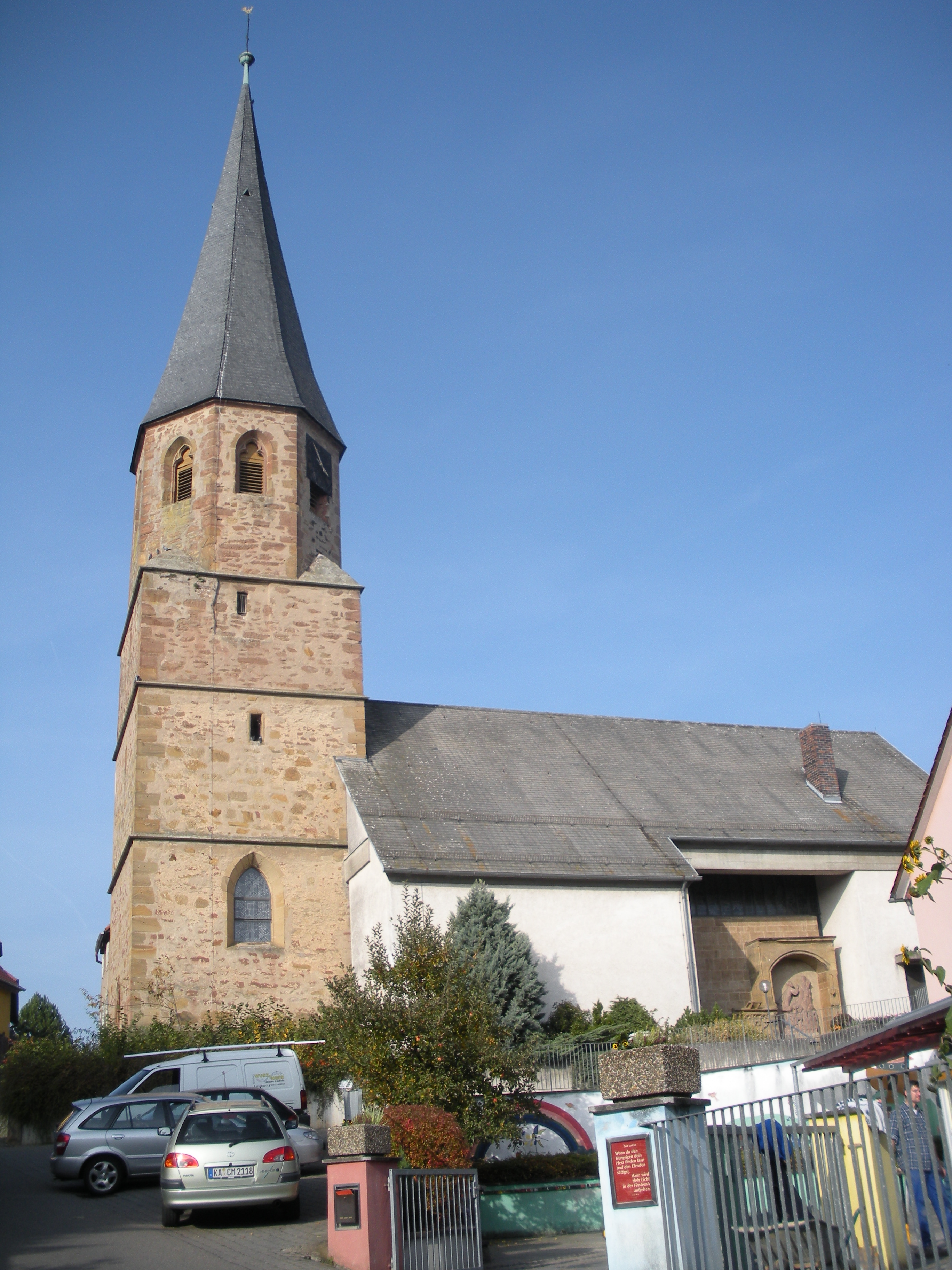
Evangelische Mauritiuskirche mit Fenstern des Künstlers Valentin Peter Feuerstein
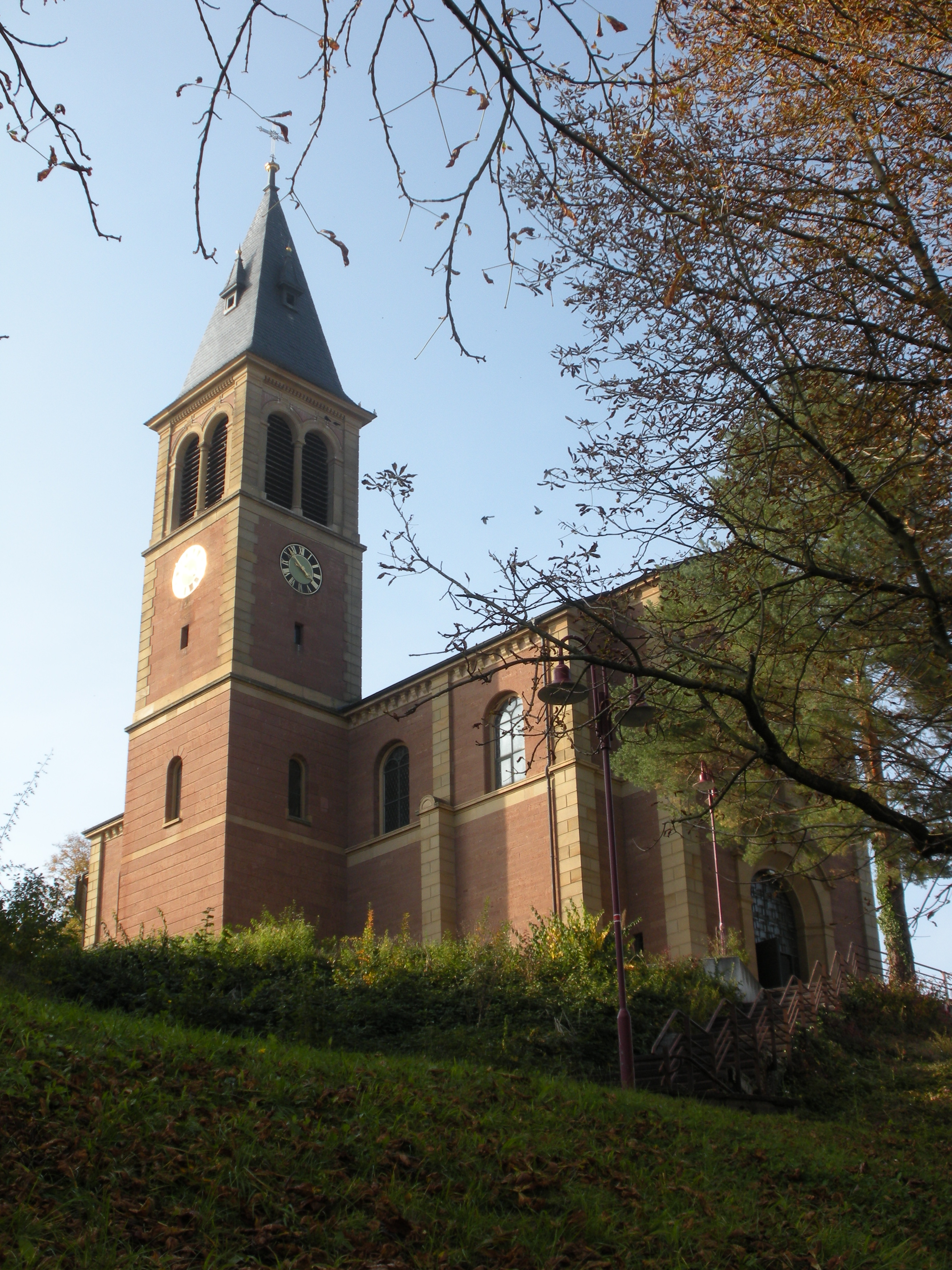
Katholische Kirche St. Mauritius
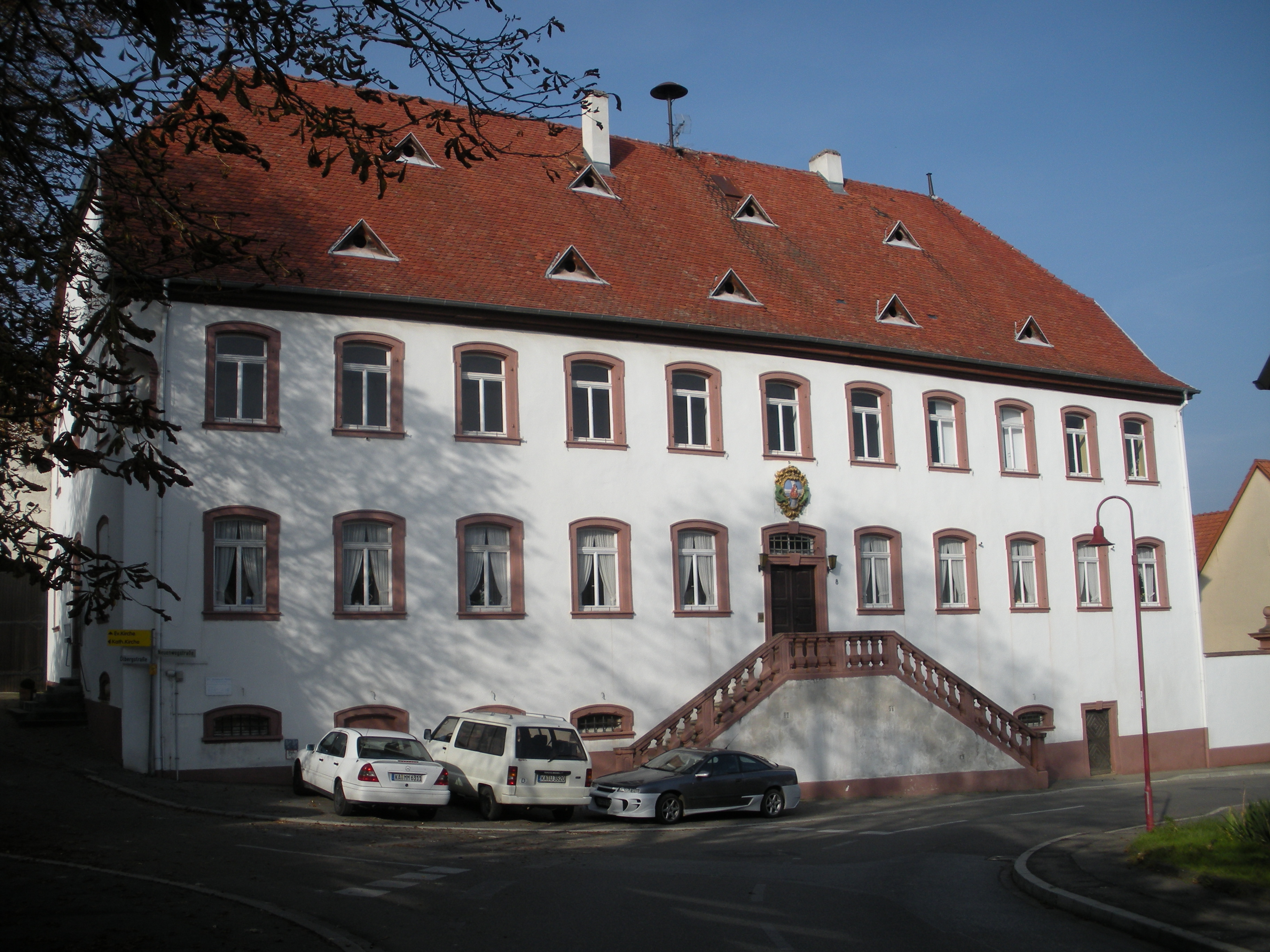
Amtshaus
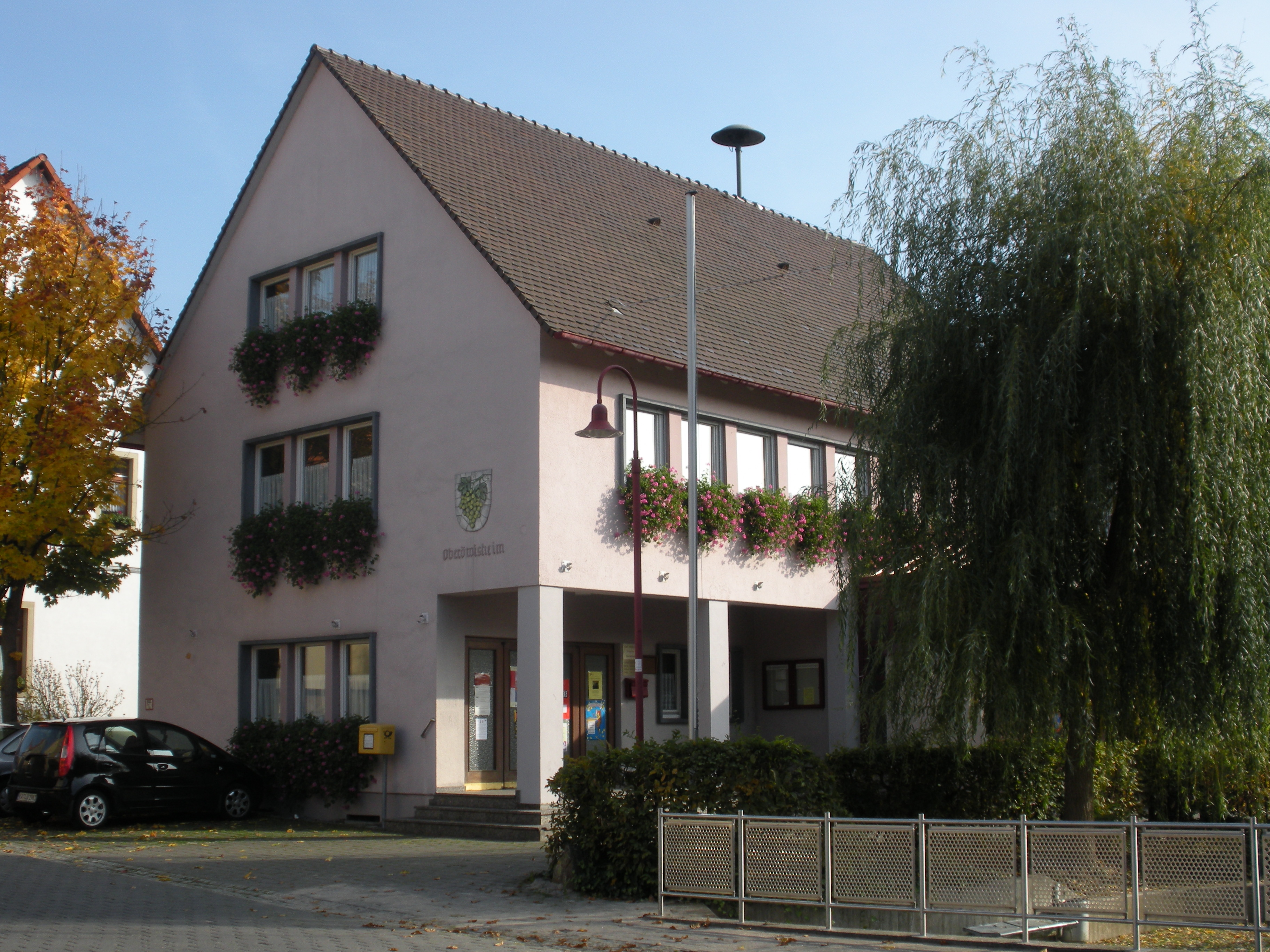
Rathaus Oberöwisheim
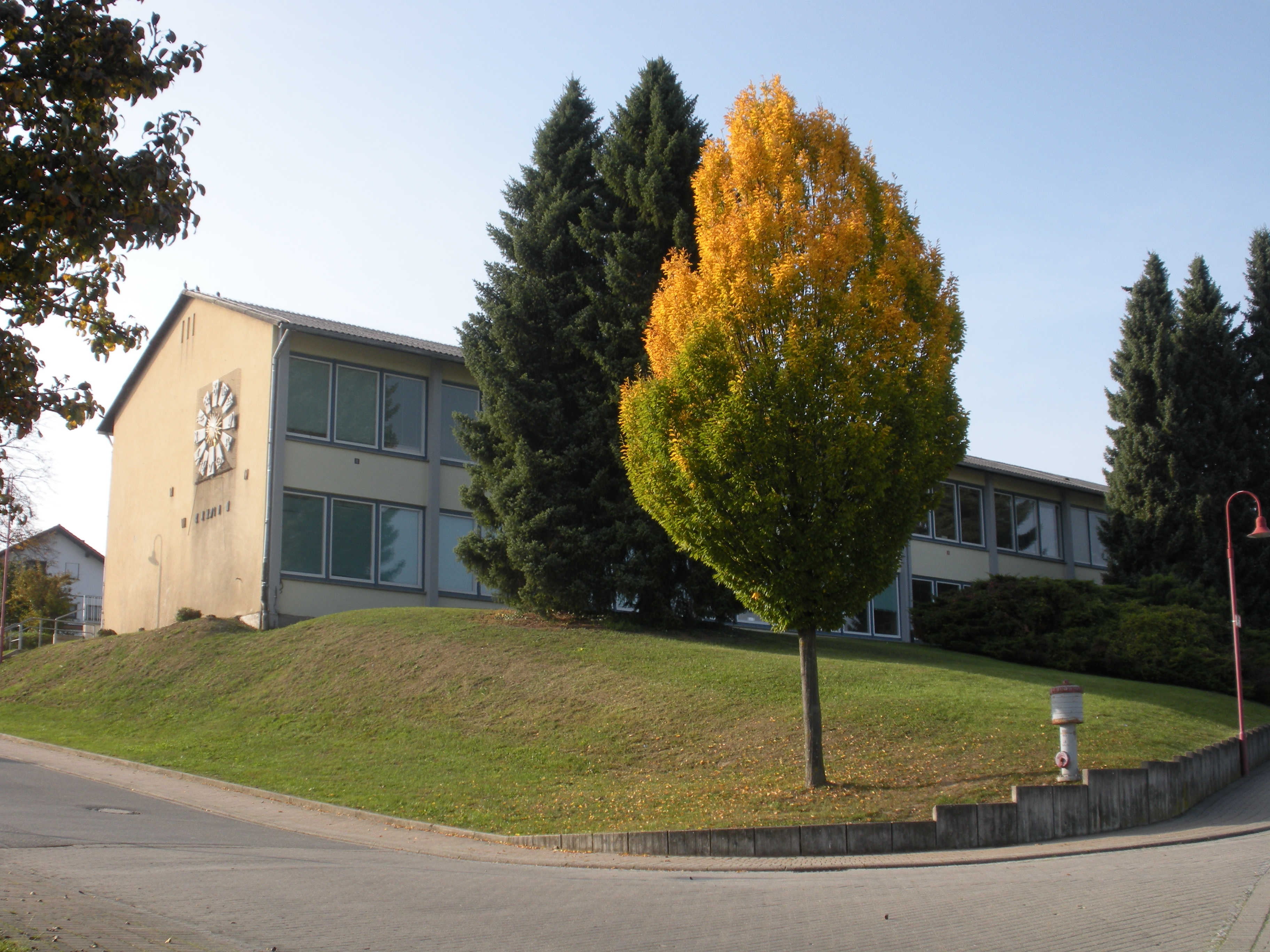
Burggartenschule Oberöwisheim
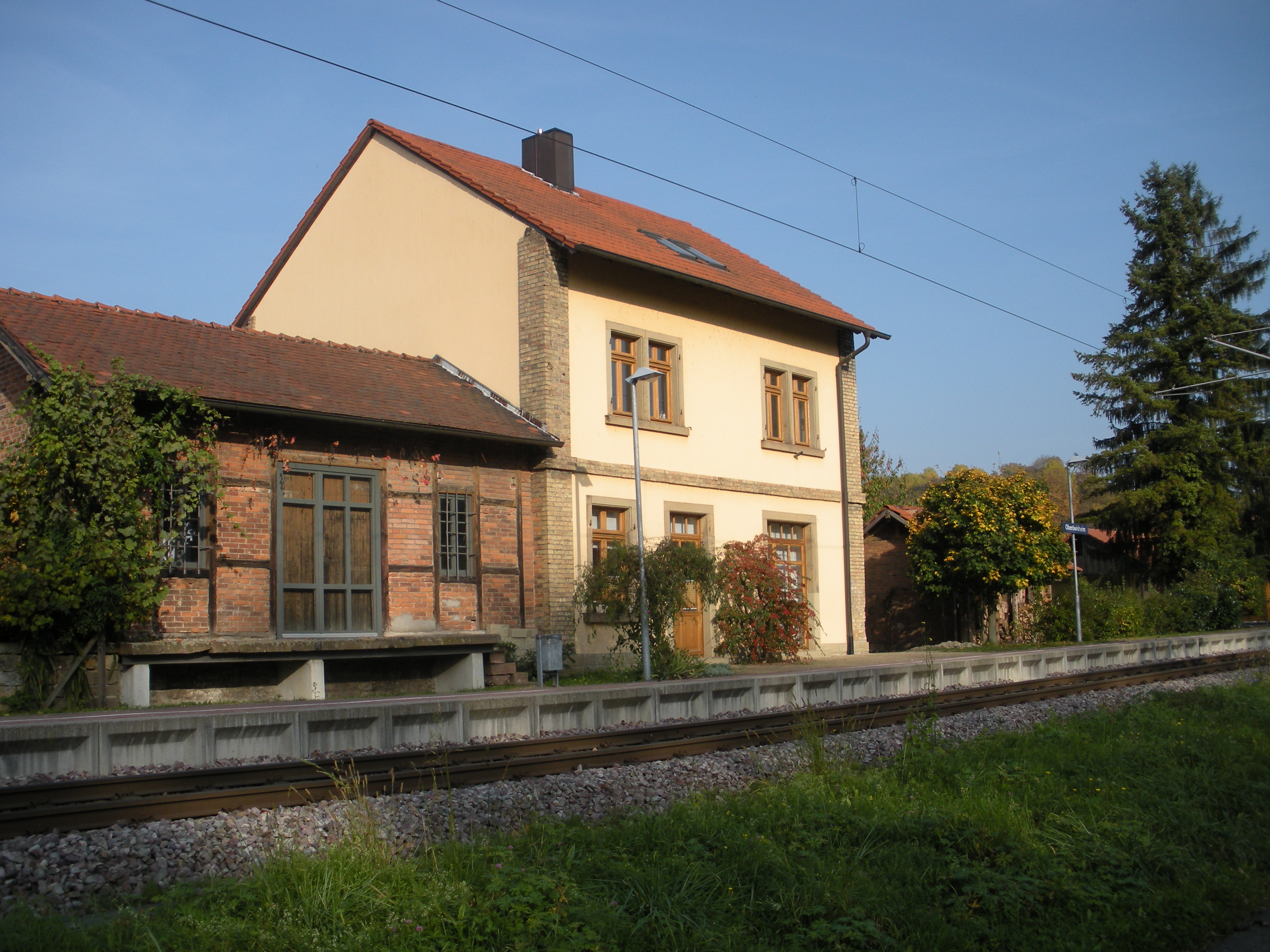
Bahnhof Oberöwisheim mit Güterschuppen